# Classe Valmy
Pour les articles homonymes, voir Valmy (homonymie).
La classe Valmy est une classe de deux cuirassés garde-côtes construits pour la Marine française dans les années 1890. Avec la classe Bouvines, il s'agit de la dernière classe de ce genre construite en France.

## Conception
Avec la classe Bouvines, la classe Valmy marque un retour des cuirassés dits « garde-côtes ». Ils ont l'aspect de petits cuirassés, et leur taille se rapproche de celle des cuirassés de 2e rang. Le Valmy et le Jemmapes ont les œuvres mortes et la proue en forme de tortue, et leur coque basse sur l'eau se termine par un éperon. Ils ont un armement principal constitué de deux canons de 340 mm modèle 1887 : une tourelle à l'avant, une autre à l'arrière, l'utilisation de la poudre sans fumée permettant de les construire entièrement fermées. Ils disposent de plus de quatre canons de 100 mm modèle 1891 à tir rapide. Longs de 86,50 mètres et larges de 17,48 mètres, ils peuvent atteindre une vitesse de 16,7 nœuds (30,9 kilomètres par heure) grâce à leurs deux machines alimentées par 8 chaudières Lagrafel et d'Albret. Cette vitesse est drastiquement réduite par gros temps, l'avant étant recouvert par la mer.

## Unités de la classe
| Nom      | Chantier                          | Quille | Lancement    | Mise en service | Destin                                     |
| -------- | --------------------------------- | ------ | ------------ | --------------- | ------------------------------------------ |
| Valmy    | Ateliers et Chantiers de la Loire | 1890   | octobre 1892 | 1895            | Rayé des listes en 1910 puis vendu en 1911 |
| Jemmapes | Ateliers et Chantiers de la Loire | 1890   | avril 1892   | 1895            | Rayé des listes en 1910 puis vendu en 1927 |